# Agence centrale de recherches
L’Agence centrale de recherches est un service du Comité international de la Croix-Rouge (CICR) destiné notamment à retrouver trace de personnes prisonnières ou déplacées en raison de conflits et à restaurer le contact avec leurs proches.

## Historique
Différents services furent successivement créés pour assurer ce rôle en tout ou partie tant au sein du Comité international de la Croix-Rouge qu'en dehors :
- 1870 : Bureau de renseignements de l'Agence internationale de secours aux militaires blessés et malades à Bâle ;
- 1877 : ??? pour les victimes de la guerre russo-turque (Trieste) ;
- 1912 : Agence internationale de Belgrade ;
- 1914 : Agence internationale des prisonniers de guerre (Genève) ;
- 1936 : Service d'Espagne de l'Agence ;
- 1939 : Agence centrale des prisonniers de guerre (Genève) ;
- 1939? : Bureaux nationaux de Renseignements ;
- 1945? : Service international de recherches (ITS) (créé par l'Organisation des Nations unies à Arolsen en Allemagne) ;
- 1955 : Rattachement au CICR du Service international de recherches ;
- 1961 : Adoption du nom actuel d'« Agence centrale de recherches ».